# Guéhenno
Guéhenno (tiếng Breton: Gwezhennoù) là một xã ở tỉnh Morbihan trong vùng Bretagne tây bắc Pháp. Xã này có diện tích 31 km², dân số năm 1999 là 730 người. Khu vực này có độ cao trung bình từ 58-155 mét trên mực nước biển.
Cư dân của Guéhenno danh xưng trong tiếng Pháp là Guéhennotais.